# Alunit
Alunit je hidriran kalijev aluminijev sulfatni mineral s kemijsko formulo KAl(SO4)2(OH)6. Prvič so ga opisali v 15. stoletju v Tolfi pri Rimu, kjer so ga kopali za proizvodnjo kalijevega galuna. J.C. Delamétherie ga je leta 1797 imenoval aluminilit, François Beudant pa ga je tri desetletja kasneje preimenoval v alunit. Drobne bleščeče kristale alunita so odkrili tudi v votlinah v preperelem riolitu. 
Kristali alunita so rombeodri s koti 90° 50' med stranskimi ploskvami. Ker so koti skoraj pravi koti, so kristali zelo podobni kockam. Kristalna simetrija je trigonalna. Barva alunita se spreminja od bele do  rumeno sive. Mineral ima trdoto 4 in specifično težo med 2,6 in 2,8. V vodi in šibkih kislinah je netopen, topi pa se v žveplovi kislini.
Kalijev ion v mineralu je lahko zamenjan z natrijevim. Če je vsebnost natrija velika, se mineral imenuje natroalunit.
Alunitu analogen mineral je jarozit, v katerem je ion Al3+ zamenjam z Fe3+. Alunit je sekundarni mineral v železovih sulfatnih rudah.
Alunit se pojavlja v žilah in nadomestitvenih masah v trahitu, riolitu in podobnih s kalijem bogatih vulkanskih kamninah. Nastaja z delovanjem raztopin žveplove kisline na te kamnine med oksidacijo in luženjem depozitov kovinskih sulfidov. Najde se tudi v vulkanskih fumarolah. Bele drobnozrnate mase so po videzu zelo podobne fino granuliranemu  apnencu, dolomitu, anhidritu in magnezitu. Bolj kompaktne vrste iz Madžarske so tako trde in žilave, da so se uporabljale za miljnike.
Zgodovinsko pomembna nahajališča alunita so bila v Toskani, Madžarski in Novem Južnem Walesu v Avstraliji. Trenutno se še rudari v Tolfi, Italija.